# Rima Batalova
Rima Batalova (in russo Рима Акбердиновна Баталова?; talora traslitterato come Rimma Batalova); Šaranskij rajon, 1º gennaio 1964) è un'ex atleta paralimpica, dirigente sportiva e politica russa ipovedente, fino al 1991 sovietica.

## Biografia
Nata in Unione Sovietica e ipovedente sin dai primi anni, si è laureata in discipline sportive presso l'Università di Ekaterinburg.
Ha partecipato ai Giochi paralimpici di Seul nel 1988, sotto la bandiera sovietica. Nel 1992, in occasione delle Paralimpiadi di Barcellona, ha fatto parte della delegazione atletica della Squadra Unificata (Unified Team); Quindi ha sempre gareggiato per la Russia, attraverso i Giochi paralimpici di Atlanta (1996), Sydney (2000), Atene (2004) e Pechino (2008), ai quali si affiancano vari campionati mondiali ed europei.
Nella sua carriera sportiva ha percorso con successo tutte le distanze dai 100 fino ai 5000 metri piani. Ha ottenuto 17 medaglie alle Paralimpiadi, di cui 13 d'oro. Dal 2000 è vicepresidente del Comitato Paralimpico Russo. Per i suoi meriti sportivi ha ricevuto numerose decorazioni ed onorificenze dallo Stato e dalla sua città.
Rima Batalova ha sempre gareggiato nella categoria degli ipovedenti più svantaggiati e ha incontrato, nel corso degli anni, avversarie validissime, condividendo con loro il podio. Nel 1988, ha gareggiato per due volte con Ádria Santos (che in seguito è passata nella categoria dei ciechi); una volta ha sconfitto la brasiliana e conquistato l'oro, l'altra invece ne è stata superata, ottenendo il bronzo. Dal 1992 al 1996, la sua principale competitrice è stata la tedesca Claudia Meier (nove medaglie d'argento) e l'ha superata otto volte. Dal 2004, ormai quarantenne e dedita soprattutto al mezzofondo, ha incontrato la francese Assia El Hannouni e la connazionale Elena Pautova, le due più dotate velociste degli anni fino al 2012. Questo ha rappresentato per Rima Batalova, nel 2008, la perdita del podio in favore delle più giovani e agguerrite avversarie.
Entrata in politica, dal 2016 fa parte della Duma di Stato. I suoi principali interventi politici sono volti a migliorare o creare strutture sportive nel Paese, con particolare attenzione all'accessibilità e fruibilità per le persone con disabilità.
Nel 2021, Alexander Sidyakin ha perso il suo mandato di vice da Russia Unita a favore di Batalova

## Palmarès
| Anno                                      | Manifestazione       | Sede         | Evento              | Risultato | Prestazione | Note                                     |
| ----------------------------------------- | -------------------- | ------------ | ------------------- | --------- | ----------- | ---------------------------------------- |
| In rappresentanza dell' Unione Sovietica  |                      |              |                     |           |             |                                          |
| 1988                                      | Giochi paralimpici   | Seul         | 100 m piani B2      | Bronzo    | 13"60       |                                          |
| 1988                                      | Giochi paralimpici   | Seul         | 400 m piani B2      | Oro       | 59"79       |                                          |
| 1988                                      | Giochi paralimpici   | Seul         | 800 m piani B2      | Oro       | 2'18"05     |                                          |
| In rappresentanza della Squadra Unificata |                      |              |                     |           |             |                                          |
| 1992                                      | Giochi paralimpici   | Barcellona   | 100 m piani B2      | Argento   | 13"69       |                                          |
| 1992                                      | Giochi paralimpici   | Barcellona   | 200 m piani B2      | Oro       | 26"96       |                                          |
| 1992                                      | Giochi paralimpici   | Barcellona   | 400 m piani B2      | Oro       | 1'00"09     |                                          |
| 1992                                      | Giochi paralimpici   | Barcellona   | 800 m piani B2      | Oro       | 2'17"43     |                                          |
| 1992                                      | Giochi paralimpici   | Barcellona   | 1500 m piani B2     | Oro       | 4'47"86     |                                          |
| In rappresentanza della Russia            |                      |              |                     |           |             |                                          |
| 1994                                      | Mondiali paralimpici | Berlino      | 200 m piani T11     | Oro       | 26"84       |                                          |
| 1994                                      | Mondiali paralimpici | Berlino      | 400 m piani T11     | Oro       | 58"03       |                                          |
| 1994                                      | Mondiali paralimpici | Berlino      | 1500 m piani T11    | Oro       | 4'37"02     |                                          |
| 1994                                      | Mondiali paralimpici | Berlino      | 3000 m piani T11    | Oro       | 10'04"33    |                                          |
| 1994                                      | Mondiali paralimpici | Berlino      | 4×100 m T10-12      | Bronzo    | 50"50       |                                          |
| 1996                                      | Giochi paralimpici   | Atlanta      | 400 m piani T11     | Oro       | 59"39       |                                          |
| 1996                                      | Giochi paralimpici   | Atlanta      | 800 m piani T10-11  | Oro       | 2'15"65     |                                          |
| 1996                                      | Giochi paralimpici   | Atlanta      | 1500 m piani T10-11 | Oro       | 4'51"17     |                                          |
| 1996                                      | Giochi paralimpici   | Atlanta      | 3000 m piani T10-11 | Oro       | 10'35"67    |                                          |
| 2000                                      | Giochi paralimpici   | Sydney       | 800 m piani T12     | Oro       | 2'19"32     |                                          |
| 2000                                      | Giochi paralimpici   | Sydney       | 1500 m piani T12    | Oro       | 4'49"64     |                                          |
| 2000                                      | Giochi paralimpici   | Sydney       | 5000 m piani T12    | Oro       | 17'52"42    |                                          |
| 2002                                      | Mondiali paralimpici | Lilla        | 800 m piani T12     | Oro       | 2'19"79     |                                          |
| 2002                                      | Mondiali paralimpici | Lilla        | 1500 m piani T12    | Oro       | 4'41"87     |                                          |
| 2003                                      | Europei paralimpici  | Assen        | 800 m piani T12     | Argento   | 2'20"39     |                                          |
| 2003                                      | Europei paralimpici  | Assen        | 1500 m piani T12    | Oro       | 4'53"53     |                                          |
| 2004                                      | Giochi paralimpici   | Atene        | 800 m piani T12     | Argento   | 2'16"56     |                                          |
| 2004                                      | Giochi paralimpici   | Atene        | 1500 m piani T12    | Bronzo    | 4'42"61     |                                          |
| 2005                                      | Europei paralimpici  | Espoo        | 800 m piani T12     | Argento   | 2'19"62     |                                          |
| 2005                                      | Europei paralimpici  | Espoo        | 1500 m piani T12    | Argento   | 4'44"84     |                                          |
| 2006                                      | Mondiali paralimpici | Assen        | 800 m piani T12     | 4ª        | 2'22"18     |                                          |
| 2006                                      | Mondiali paralimpici | Assen        | 1500 m piani T12    | Argento   | 4'54"26     |                                          |
| 2008                                      | Giochi paralimpici   | Pechino      | 800 m piani T12-13  | 4ª        | 2'20"94     |                                          |
| 2008                                      | Giochi paralimpici   | Pechino      | 1500 m piani T13    | 4ª        | 4'44"21     |                                          |
| 2011                                      | Mondiali paralimpici | Christchurch | 1500 m piani T12    | Bronzo    | 4'54"26     | Miglior prestazione personale stagionale |